# Zoanthidea
Korstanemonen (Zoanthidea) vormen een orde uit de onderklasse van de Zoantharia van de klasse der Bloemdieren (Antharia). 

## Kenmerken
De poliepen hebben geen skelet en bevatten zes tentakels (of een meervoud daarvan) waarop zich netelcellen bevinden. De tentakels gebruiken ze om voedsel te vangen. 

## Leefwijze
Korstanemonen kunnen solitair zijn of kolonies vormen. De poliepen van een kolonie zijn verbonden door weefselstrengen en vormen onderling groepjes of zoden. De soort Parazoanthus axinellae dringt vaak binnen in de spons Axinella.

## Verspreiding en leefgebied
De korstanemoon komt algemeen voor in de Middellandse Zee en het noordoosten van de Atlantische Oceaan, vaak op rotswanden of aan het dak van grotten. 

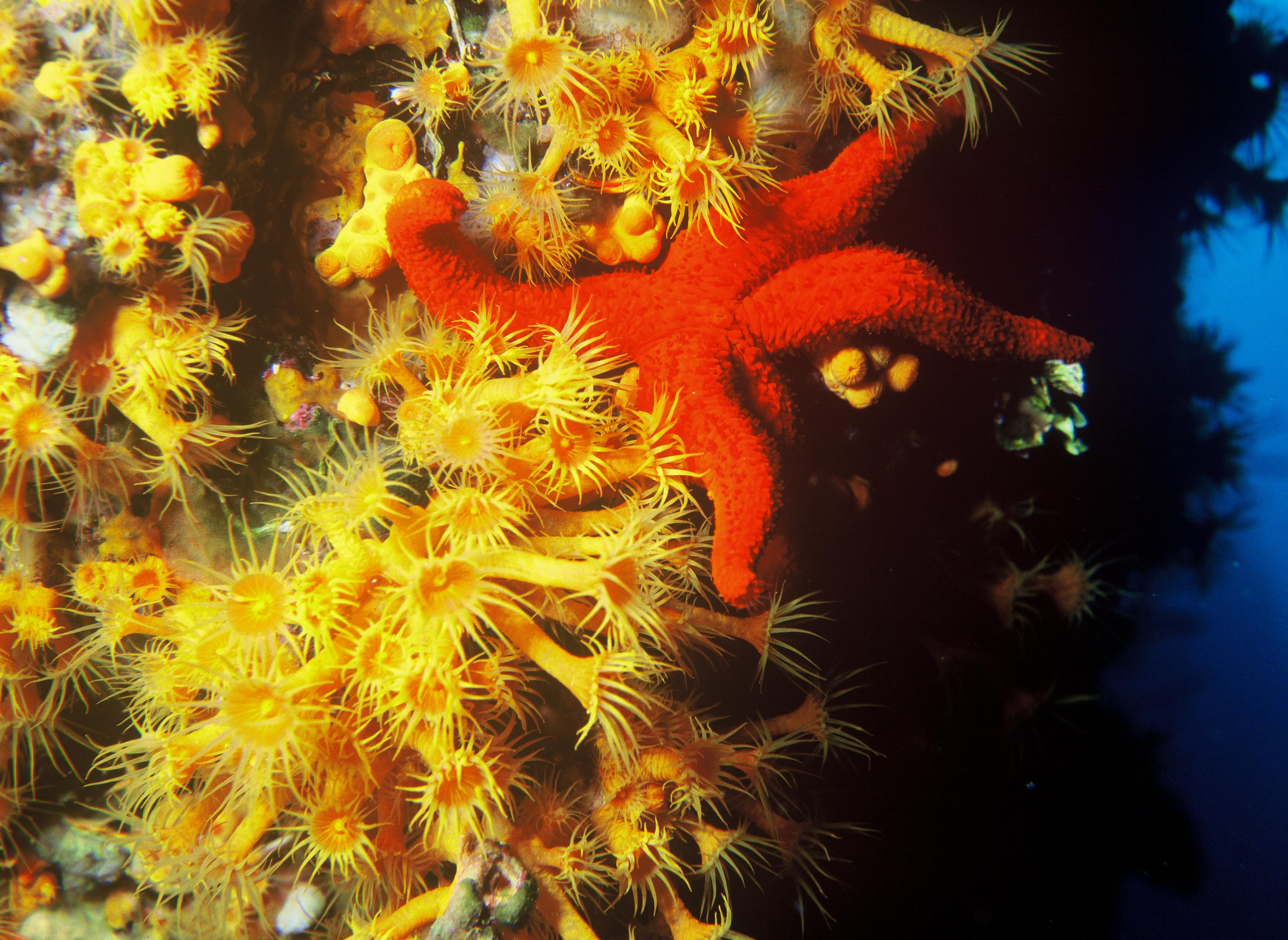
Gele korstanemoon (familie Epizoanthidae) met zeester (echinaster sepositus)

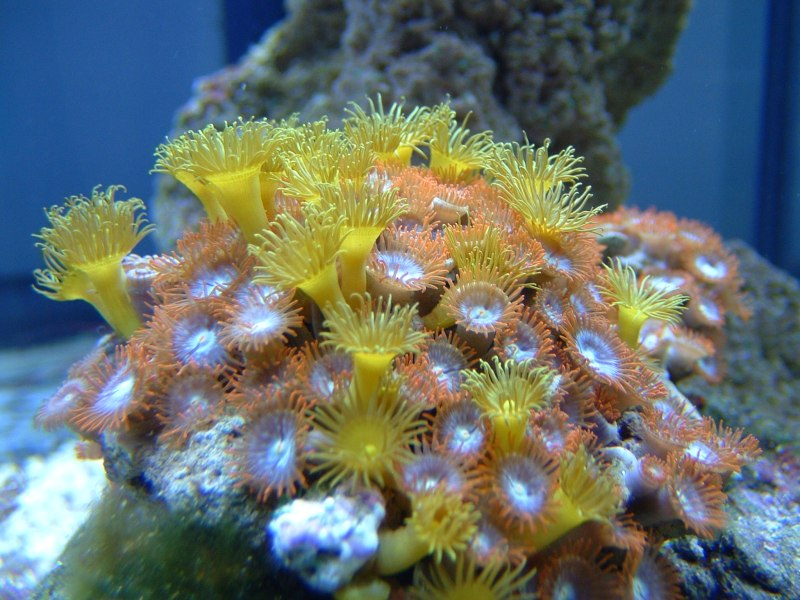
Kolonie korstanemonen van verschillende kleur

## Families
- Epizoanthidae
- Zoanthidae
- Parazoanthidae